# امامزاده شاهزاده علی
امامزاده شاهزاده علی مربوط به سدهٔ ۱۰ ه.ق است و در شهرستان تفرش، بخش فراهان، دهستان فرمهین، روستای ولاشجرد واقع شده و این اثر در تاریخ ۲۰ اردیبهشت ۱۳۸۶ با شمارهٔ ثبت ۱۹۰۵۴ به‌عنوان یکی از آثار ملی ایران به ثبت رسیده است.